# Lewis (Kansas)
Lewis es una ciudad ubicada en el condado de Edwards en el estado estadounidense de Kansas. En el año 2010 tenía una población de 451 habitantes y una densidad poblacional de 563,75 personas por km².

## Geografía
Lewis se encuentra ubicada en las coordenadas 37°56′13″N 99°15′17″O / 37.93694, -99.25472 (37.937014, -99.254728).

## Demografía
Según la Oficina del Censo en 2000 los ingresos medios por hogar en la localidad eran de $35,238 y los ingresos medios por familia eran $36,750. Los hombres tenían unos ingresos medios de $25,114 frente a los $18,929 para las mujeres. La renta per cápita para la localidad era de $14,085. Alrededor del 13.6% de la población estaban por debajo del umbral de pobreza.